# Áldott Szűz Mária születése templom

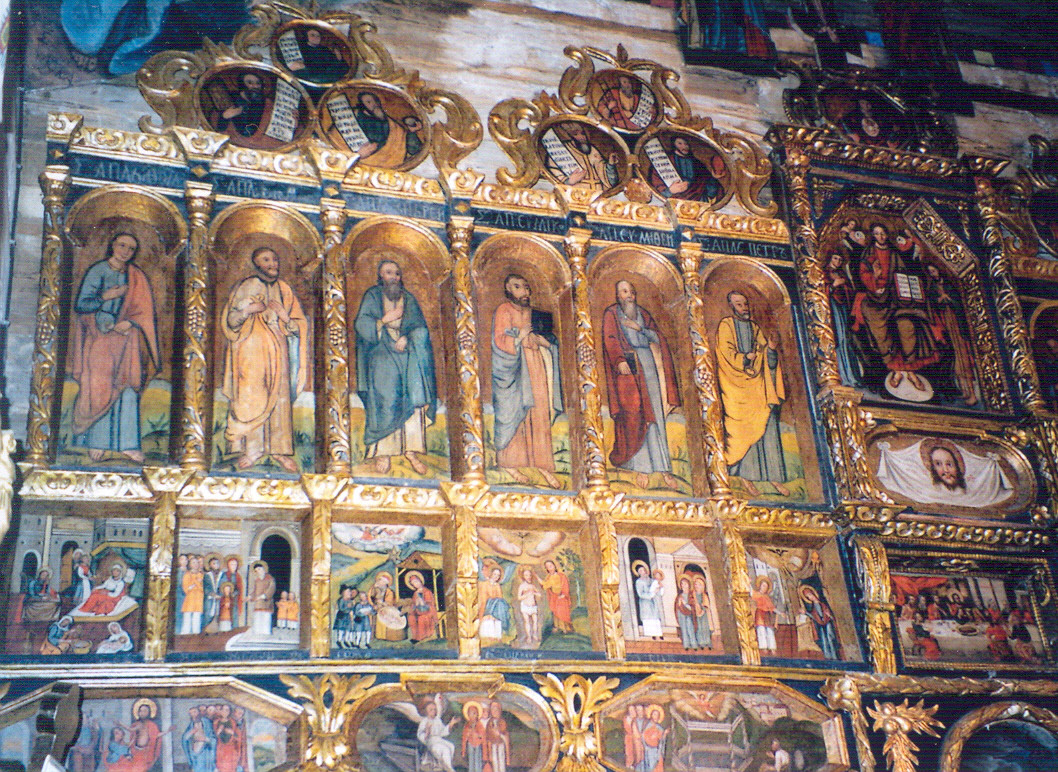
Az ikonosztáz (részlet)

Az Áldott Szűz Mária születése templom  (lengyelül: Cerkiew Narodzenia Przenajświętszej Bogurodzicy) 1671-ben épült görögkatolikus gótikus fatemplom Chotyniecben. Lengyelország és Ukrajna fatemplomai közül felkerült az UNESCO Világörökség listájára, amelyre 16, a 16. és a 19. század között épült fatemplomot választottak ki.

## Története
A templom létezését rögzítő első dokumentum 1671-ből származik. A templom egyike a számos működő ukrán görögkatolikus egyházi templomnak Lengyelországban, amely túlélte a második világháborút és az azt követő lengyel népességáthelyezéseket (1944–1946). A templom számos felújításon esett át, így 1733-ban, 1858-ban és 1925-ben is újjáépítették. Az 1947-es Visztula hadművelet (az ukrán kisebbségek kitelepítése a Lengyel Népköztársaságból) után a templomot bezárták, és római katolikus templommá alakították át. Az 1980-as években a fatemplomot a rossz szerkezeti állapota miatt bezárták. 1990-ben visszavette korábbi tulajdonosa, és újból ukrán görögkatolikus templommá alakították át. 1991 és 1994 között a templom komplex felújításon esett át, főként a helyi plébánosok segítségével.

## Képgaléria

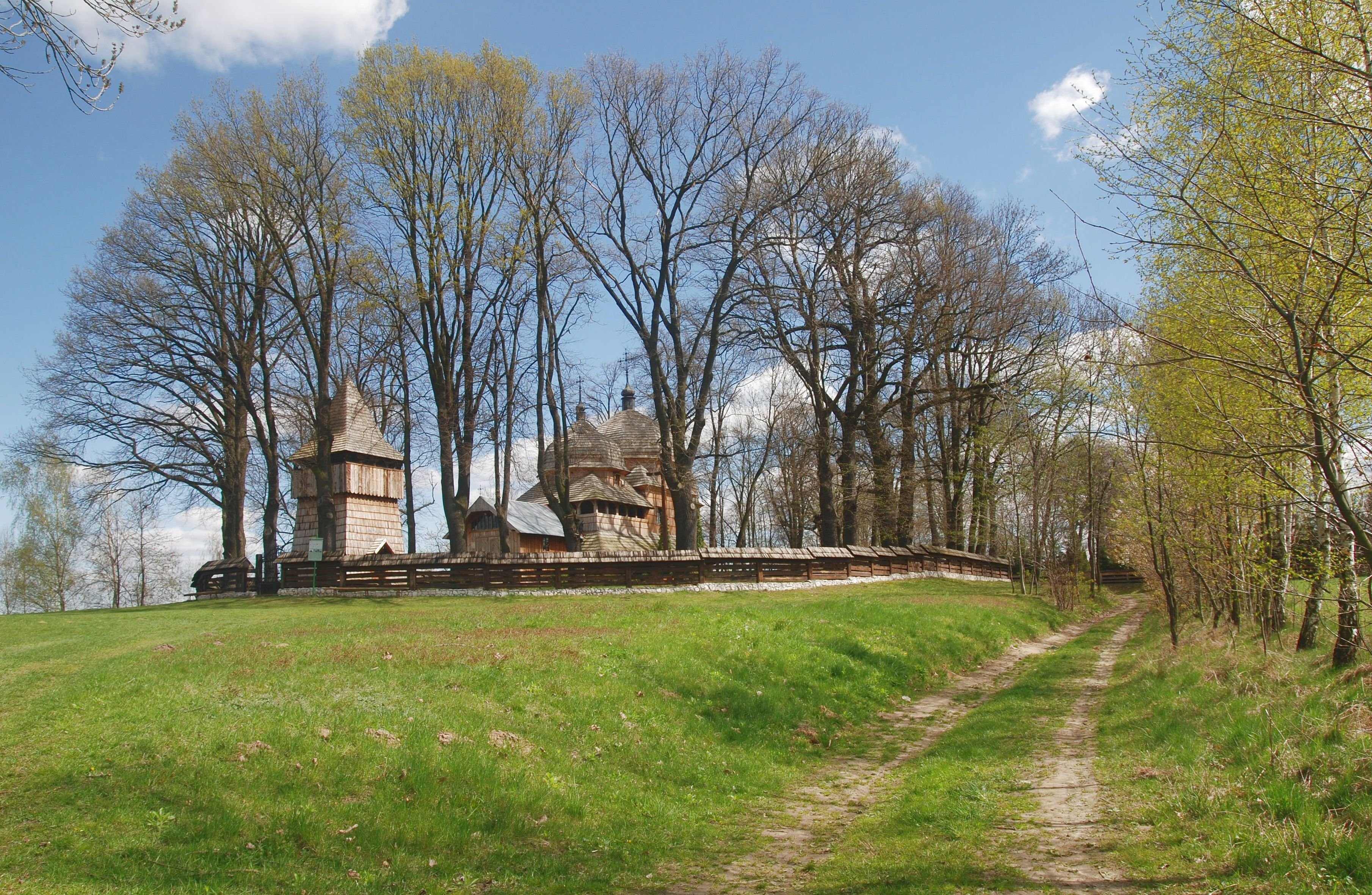
A távolból
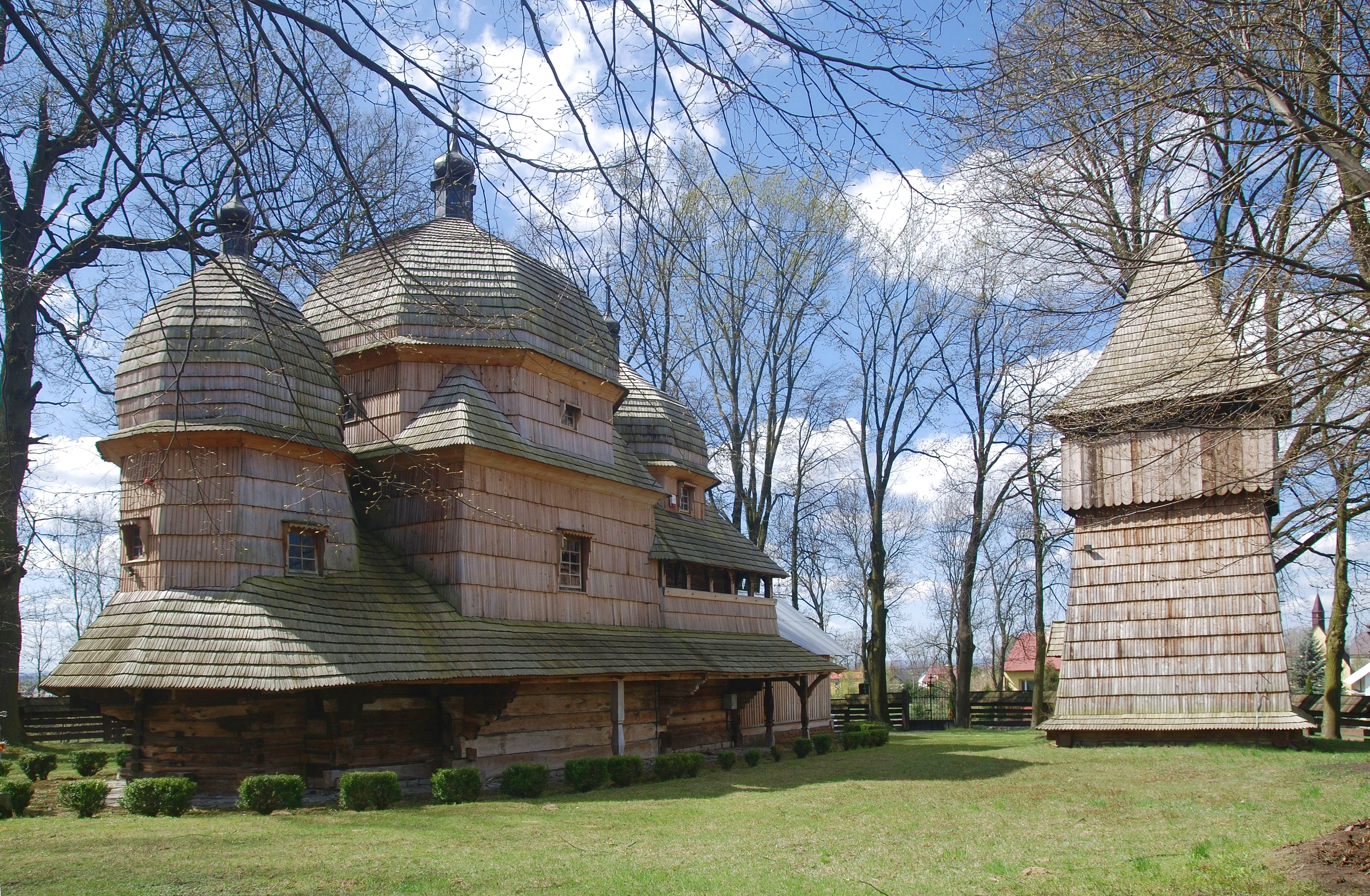
Közelről
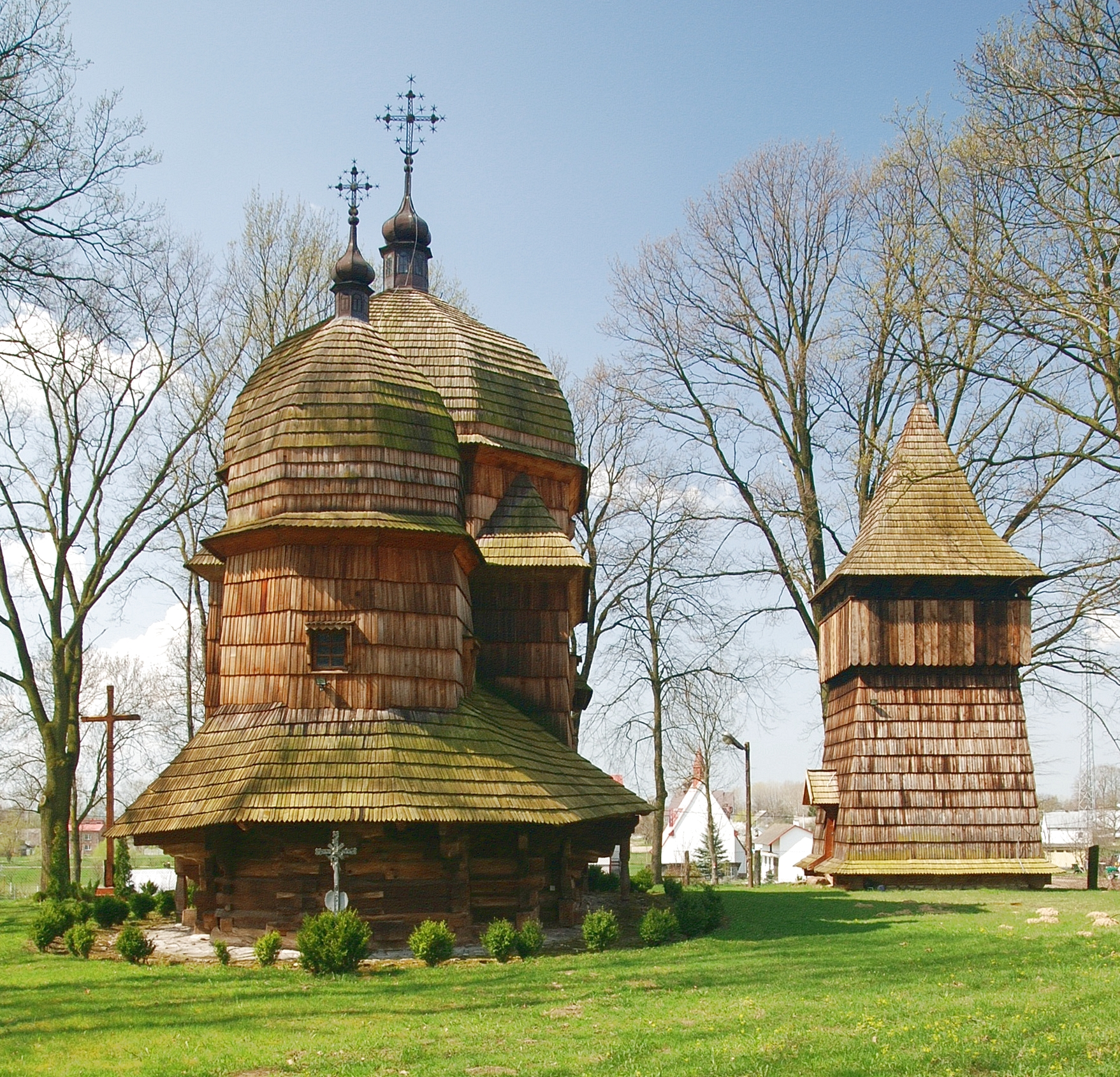
Kelet felől
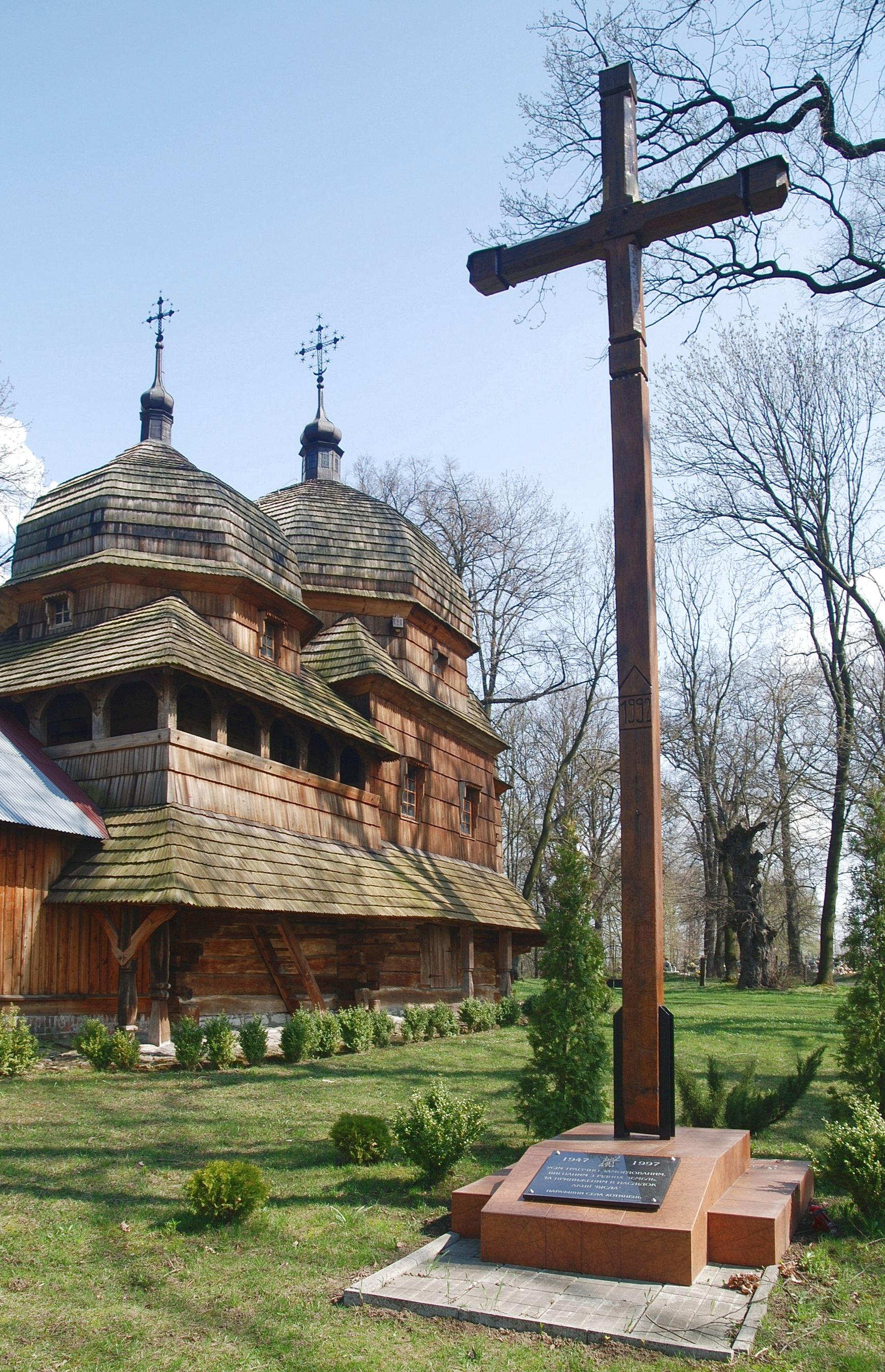
Kereszt a templom mellett
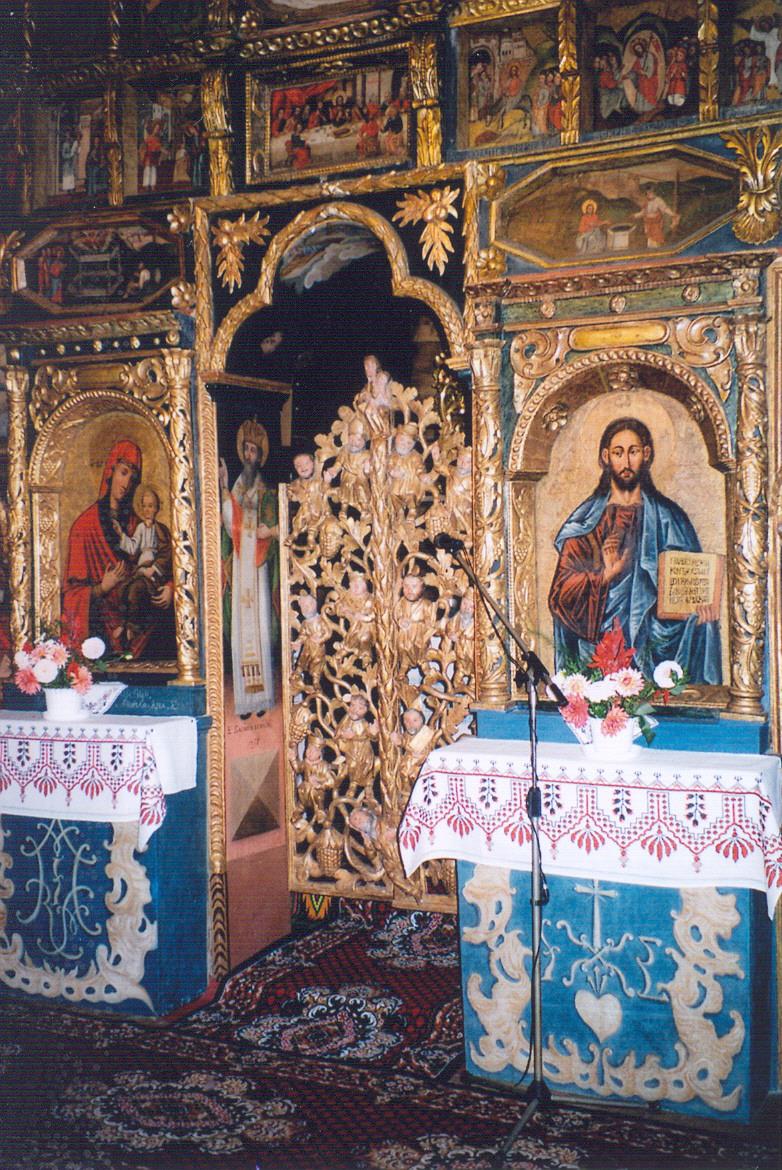
A belső tér
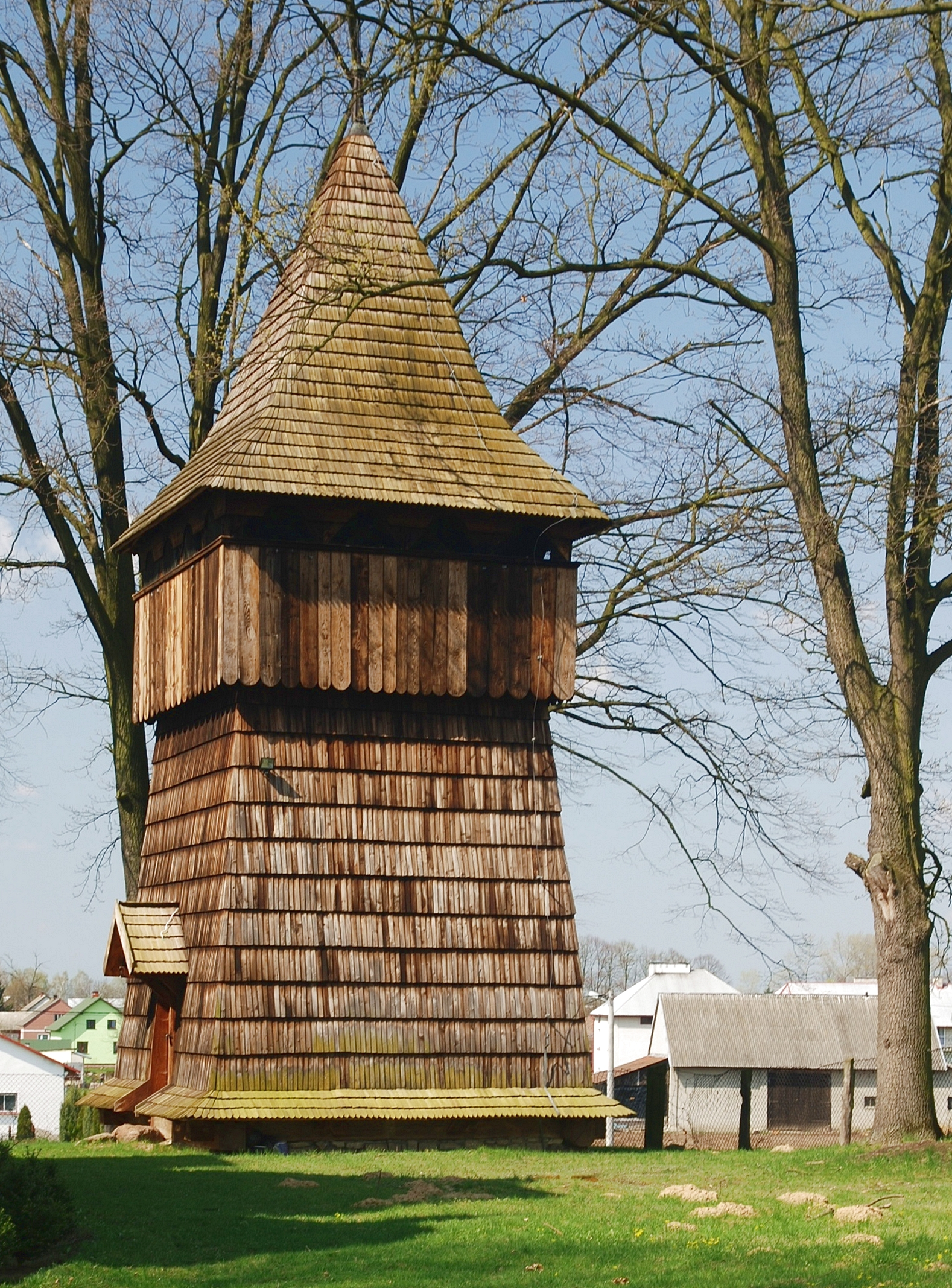
A harangláb

## Fordítás
- Ez a szócikk részben vagy egészben  a   Mother of God Church, Chotyniec című angol Wikipédia-szócikk ezen változatának fordításán alapul.  Az eredeti cikk szerkesztőit annak laptörténete sorolja fel. Ez a jelzés csupán a megfogalmazás eredetét és a szerzői jogokat jelzi, nem szolgál a cikkben szereplő információk forrásmegjelöléseként.

## Bibliográfia
- Dmytro Błażejowski: Istorycznyj szematyzm Peremyskoji Eparchiji z wkluczennjam Apostolśkoji Administratury Łemkiwszczyny (1828-1939), Lwów 1995, ISBN 5-7745-0672-X